# تامر مرتضى
تامر مرتضى (1966م) هو رئيس مجلس إدارة والعضو المنتدب لشركة أروما ستوديوز للإنتاج الفني ومنتج مصري.
تخرج من المعهد العالي للسينما في عام 2002، دخَلَ مجال الإنتاج منذ عام 2013 وقدم عددا من الأعمال الدرامية مثل الصياد ولعبة إبليس وظرف أسود والخروج، ومسلسل اختيار إجباري.

## مسيرته الفنية
عمل تامر مرتضى منتجًا منفّذًا في الأعمال التليفزيونية والعروض المسرحية، وكانت بدايته كمصحح ألوان في القرن الواحد والعشرون «الحارة» الذي عُرض في عام 2010 وقام ببطولته سوسن بدر، وعمل إيضاً كَمشرف المؤثرات البصرية في فيلم «العالمي» الذي عُرض في عام 2009 وقام ببطولته يوسف الشريف، ثُمّ توالت أعماله في السينما والتليفزيون في فيلمه «الفيل الأزرق» الذي عُرض في عام 2014، ثُم اتجه بعد ذلك للإنتاج السينمائي فأسس في عام 2020 شركة «أروما» التي أنتجت عددًا من الأفلام السينمائية مثل فيلم «الشتا اللي فات» وفيلم «وردة»، وكان أول مسلسل تنتجه الشركة هو «الصياد» الذي كتب قصته عمرو سمير عاطف وقام ببطولته يوسف الشريف ومي سليم وعُرض في عام 2014.

## أعماله
| سنة العرض | اسم العمل     | نوع العمل | ملاحظات |
| --------- | ------------- | --------- | ------- |
| 2014      | الصياد        | مسلسل     | منتج    |
| 2015      | لعبة إبليس    | مسلسل     | منتج    |
| 2015      | ظرف أسود      | مسلسل     | منتج    |
| 2016      | الخروج        | مسلسل     | منتج    |
| 2017      | اختيار إجباري | مسلسل     | منتج    |
| 2018      | أمر واقع      | مسلسل     | منتج    |
| 2020      | إلا أنا       | مسلسل     | منتج    |
| 2021      | إلا أنا 2     | مسلسل     | منتج    |
| 2022      | العيلة دي     | مسلسل     | منتج    |
| 2023      | مذكرات زوج    | مسلسل     | منتج    |
| 2023      | صوت وصورة     | مسلسل     | منتج    |
| 2023      | زينهم         | مسلسل     | منتج    |
| 2024      | إمبراطورية م  | مسلسل     | منتج    |
| 2025      | جودر 2        | مسلسل     | منتج    |

## وصلات خارجية
- تامر مرتضي على موقع قاعدة بيانات الأفلام العربية
- لم يتم العثور على روابط لمواقع التواصل الاجتماعي.

- صفحة المنتج في قاعدة بيانات الأفلام العربية